# Улица Карла Маркса (Яранск)
У́лица и́мени Ка́рла Ма́ркса — вторая по значению, и одна из старинных улиц уездного города Яранска, Кировская область, Россия.

## Расположение
Нумерация начинается с севера; улица следует на юг и является самой длинной в городе. 
Пересекает следующие улицы:
- Улица Мицкевича
- Улица Гоголя
- Улица Кирова
- Улица Радина
- Улица Рудницкого
- Улица Халтурина
- Первомайская улица
- Соколовская улица

## История

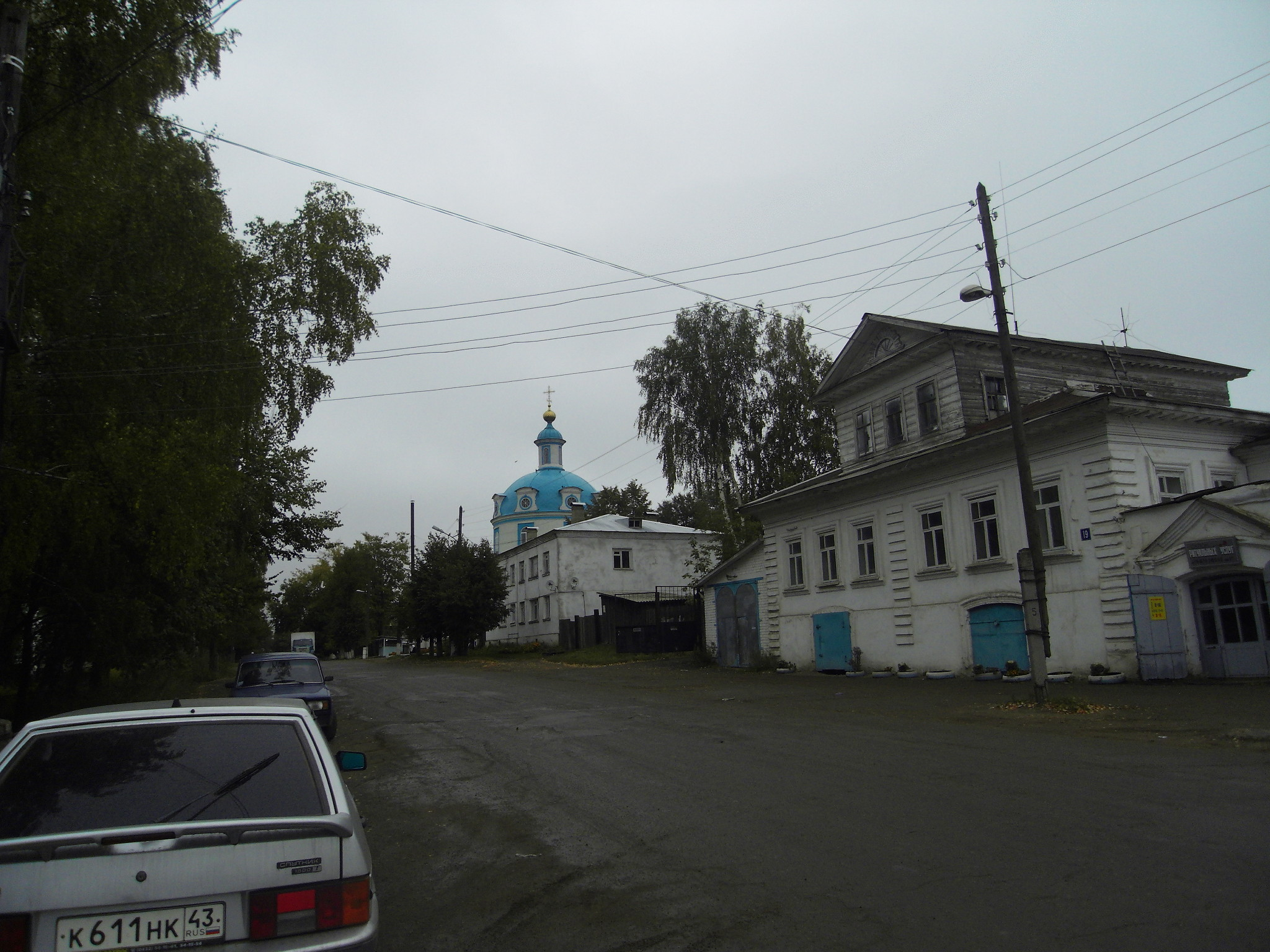
Начало улицы на территории бывшей крепости

Успенская улица являлась второй по значению улицей уездного города Яранска Вятской губернии. Она сложилась ещё в период существования русской крепости Яранск, основанной в 1584 и получила своё от Успенского собора, заложенного ещё в XVII веке, одного из двух городских соборов. Улица была и одной из основных транспортных артерией, являясь дорогой из крепости в Казань. В 1918 году была переименована в честь видного немецкого философа, социолога и экономиста К. Маркса. В 1930-х годах с появлением автомобильного транспорта проезжая часть улицы была благоустроена торцовкой — на слой песка одна к другой уложены 20-сантиметровые деревянные чурки, которая просуществовала до 1940-х годов.

## Примечательные здания
- №11 — Жилая усадьба купца Костромитинова (позднее Ткацкая мастерская)
- №14 — Управление Яранской епархии и Бизнес-инкубатор (раньше жилая усадьба Кирьяковых, Духовное училище, Марийский педагогический техникум, Яранское педагогическое училище, Яранский учительский институт, Средняя школа №5) (1815)
- №15  памятник архитектуры (федеральный) — Успенский собор (1798)
- №19 — База общепита (ранее дом купца Жукова, позже музыкальная школа и ресторан)
- №20  памятник архитектуры (региональный) — Троицкий собор (1857) и Новотроицкая колокольня
  -  памятник архитектуры (федеральный) — Старотроицкая колокольня (1689)
- №21 — Санэпидемстанция (ранее дом купца Жукова)
- №22  памятник архитектуры (федеральный) — Районный дом народного творчества (раньше Торговые ряды купцов Носовых, Народный дом, Районный дом культуры) (арх. Ф. М. Росляков)
- №24  памятник архитектуры (региональный) — Районный отдел внутренних дел (ранее дом купцов Унжениных)
- №27  памятник архитектуры (региональный) — Яранская районная библиотека (раньше Дом купцов Калининых) (1844)
- №28 — Аптека (раньше Полицейское управление)
- №29 — Магазины (ранее дом купца Коробова или Петелина, позднее Дом пионеров)
- №33-35 - Дома купцов Сазановых
- №37  памятник архитектуры (федеральный) — Дом Семёнова (XVIII век)
- №39 — Сбербанк (ранее дом купцов Сазановых)
- №47 — Госбанк (ранее дом купца Уртминцева, Казначейство). В 1918–1919 гг. здесь размещалась Яранская уездная чрезвычайная комиссия под началом председателя В. Г. Сунегина.
- №42 — Жилой дом (ранее дом купца Быстренина, позже автостанция)
- №49 — Автошкола (ранее дом купца Уртминцева, в 1918 году здесь квартировал интернациональный отряд Крупина)

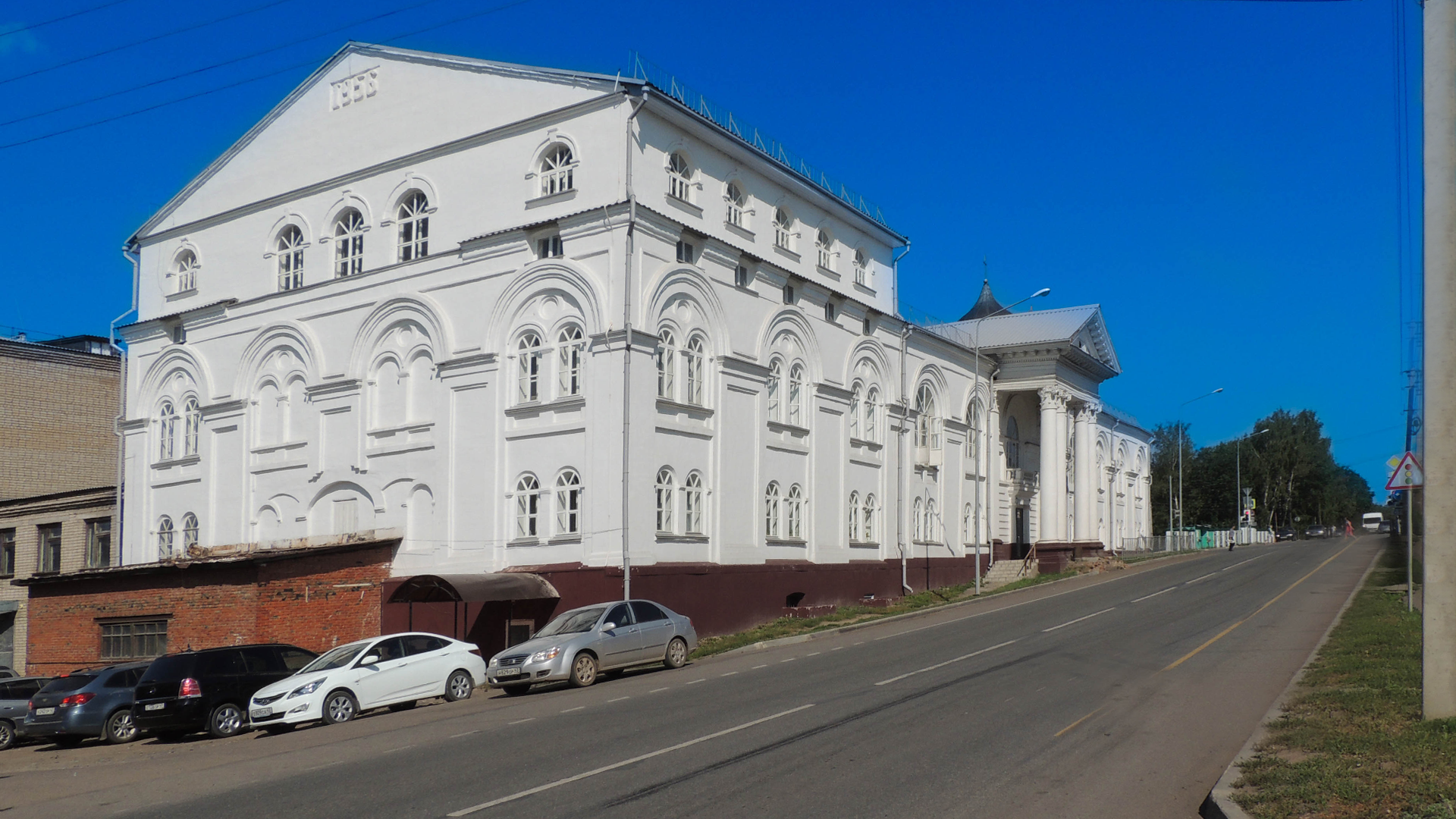
Торговые ряды купца 1-й гильдии И. Д. Носова (ныне Районный дом народного творчества)